# Клён усечённый
Клён усечённый (лат. Acer truncatum) — вид деревьев рода Клён семейства Сапиндовые.

## Ареал
Естественно произрастает в северном Китае, в провинциях Ганьсу, Хэбэй, Хэнань, Цзянсу, Гирин, Ляонин, Внутренняя Монголия, Шэньси, Шаньдун, Шаньси, а также в Корее.

## Описание
Листопадное дерево среднего размера, достигающее 15 м в высоту с широкой округлой кроной.
Кора зеленовато-серая, гладкая у молодых деревьев, с возрастом становится мелкобороздчатой.
Листья противостоящие, пальчатые с пятью лопастями, 5–12 см в длину и 7–11 см в ширину, черешок 3-10 см; лопасти обычно цельные, иногда с парой зубцов на самой большой средней лопасти, края часто волнистые. Черешок выделяет млечный латекс при надломе.
Цветы собраны в щитковидные соцветия, жёлто-зелёные с пятью лепестками 5–7 мм длиной; цветёт ранней весной.
Плод — парная крылатка, орешки дисковидные, слегка сплющены, 13–18 мм в диаметре. Крылышки 2 см в длину, распростёртые, соединены между собой под углом 180°.

## Систематика
Близко родственен и часто трудноотличим от Acer amplum, Клёна колхидского и Клёна мелколистного, который заменяет его южнее и западней в Китае, а также в Японии. От Клёна колхидского его лучше всего отличать по побегам, которые становятся коричневыми в первую зиму, а не остаются зелёными несколько лет. От Клёна мелколистного он отличается более крупными, толстыми (менее сплющенными) семенами. Среди других клёнов Клён усечённый выделяется гипогеальным (подземным) прорастанием семян.

## Культивация и использование
Этот клён выращивается как декоративное растение в Европе и Северной Америке.
Выведен ряд его культиваров, включая пестролистную форму 'Akikaze Nishiki', а также 'Fire Dragon', отличающийся очень яркой осенней раскраской листьев. Сорт 'Keithsform' (Norwegian Sunset) это гибрид между Клёном усечённым и Клёном остролистным.